# Grégory Havret
Grégory Havret (* 25. November 1976 in La Rochelle) ist ein französischer Berufsgolfer der PGA European Tour.
Mit 10 Jahren begann Havret auf Anraten seines Vaters Golf zu spielen. Er gewann als Amateur dreimal in Folge die französische Amateurmeisterschaft von 1997 bis 1999 und siegte 1999 auch bei der European Amateur Individual Championship. Im Jahr zuvor gelang es ihm sogar, ein kleineres Profiturnier,  die Omnium National als Amateur für sich zu entscheiden und er spielte für sein Land in der Eisenhower Trophy.
Havret wurde 1999 Berufsgolfer, qualifizierte sich über die Tourschool im Herbst 2000 für die European Tour und gewann in seiner ersten Saison die Italian Open 2001. Im Jahr 2007 gelang ihm der zweite Erfolg bei den hochwertig besetzten Scottish Open in Loch Lomond und er wurde ins kontinentaleuropäische Team bei der Seve Trophy einberufen.
Der schlaksige Sonnenbrillenträger hat sich in Dubai niedergelassen.

## European Tour-Siege
- 2001 Italian Open
- 2007 Barclays Scottish Open
- 2008 Johnnie Walker Championship at Gleneagles

## Andere Turniersiege
- 1998 Omnium National (Frankreich)

## Teilnahme an Mannschaftswettbewerben
- Seve Trophy (für Kontinentaleuropa): 2007
- World Cup: 2007, 2008

## Resultate bei Major Championships
| Tournament        | 2007 | 2008 | 2009 | 2010 | 2011 | 2012 | 2013 | 2014 | 2015 |
| ----------------- | ---- | ---- | ---- | ---- | ---- | ---- | ---- | ---- | ---- |
| Masters           | DNP  | DNP  | DNP  | DNP  | CUT  | DNP  | DNP  | DNP  | DNP  |
| US Open           | DNP  | DNP  | DNP  | 2    | T30  | DNP  | DNP  | DNP  |      |
| Open Championship | CUT  | T19  | DNP  | CUT  | T57  | CUT  | DNP  | DNP  |      |
| PGA Championship  | CUT  | DNP  | DNP  | DNP  | DNP  | DNP  | DNP  | DNP  |      |

DNP = nicht teilgenommen

CUT = Cut nicht geschafft

„T“ geteilte Platzierung

Grüner Hintergrund für Siege

Gelber Hintergrund für Top 10